# 圆叶猪殃殃
圆叶猪殃殃（学名：Galium formosense）为茜草科猪殃殃属下的一个种。

## 扩展阅读
- 維基物種上的相關：圆叶猪殃殃